# Hellboy
Hellboy es un superhéroe creado por Mike Mignola que aparece en cómics publicados por Dark Horse Comics. El personaje apareció por primera vez en San Diego Comic-Con Comics #2 (agosto de 1993), y desde entonces ha aparecido en varias miniseries, one-shots y crossovers entre compañías. El personaje ha sido adaptado en cuatro películas de acción real: Hellboy (2004) y su secuela The Golden Army (2008), una película reboot en 2019, y Hellboy: The Crooked Man, otro reboot estrenado en 2024. El personaje también ha aparecido en dos películas de animación realizadas directamente para DVD y en tres videojuegos: Dogs of the Night (2000), The Science of Evil (2004) y Web of Wyrd (2023).
Hellboy, un cambión (o semidemonio) bienintencionado cuyo verdadero nombre es Anung Un Rama (“y sobre su frente hay una corona de llamas”), fue invocado desde el infierno a la Tierra cuando era un bebé por ocultistas nazis (lo que originó su odio hacia el Tercer Reich). Apareció en las ruinas de una vieja iglesia de las Hébridas Exteriores ante un equipo reunido por las Fuerzas Aliadas; entre ellos, el profesor Trevor Bruttenholm, que formó la Agencia para la Investigación y Defensa Paranormal (AIDP). Con el tiempo, Hellboy se convirtió en un hombre grande, musculoso, de piel roja y aspecto simiesco, con cola, cuernos (que se lima, dejando unos muñones circulares en la frente que parecen gafas), pezuñas hendidas y una enorme mano derecha de piedra (la "Mano derecha de la perdición"). Se le describe con olor a maní tostado. Aunque es un poco brusco, no muestra la malevolencia intrínseca de los demonios clásicos y tiene un sentido del humor irónico. Se dice que esto se debe a su educación bajo la tutela del profesor Bruttenholm, que le educó como a un chico normal.
Hellboy trabaja para la AIDP, una agencia internacional no gubernamental, y para sí mismo, contra fuerzas oscuras que incluyen nazis y brujas, en una serie de relatos que tienen sus raíces en el folclore, las revistas pulp, la aventura vintage, el horror lovecraftiano y la ficción de terror. En relatos anteriores se le identifica como el "mejor investigador paranormal del mundo".

## Biografía ficticia del personaje
Hellboy, o Anung Un Rama, como le llamaban, fue concebido el 5 de octubre de 1574, el día en que su madre biológica, Sarah Hughes, una mujer humana, estaba en su lecho de muerte. En vida, Sarah era una bruja que obtuvo sus poderes por ser consorte del archidemonio Azzael, archiduque del infierno y padre "biológico" de Hellboy. Al llevarse el cuerpo de Sarah al infierno cuando intentó arrepentirse en su lecho de muerte dentro de una iglesia de East Bromwich, Inglaterra, Azzael la quemó para que naciera su hijo, y cortó la mano derecha del recién nacido para sustituirla por la "mano derecha del juicio", una reliquia con el poder de liberar al Ogdru Jahad (un destructivo dragón de siete cabezas encarcelado en el espacio profundo) y despertar a los ejércitos del infierno para que libraran una guerra contra el cielo. Cuando los demás príncipes del infierno se enteraron de sus acciones, Azzael envió lejos a su hijo medio demonio mientras él era despojado de sus poderes y encarcelado en el hielo (como Lucifer en la Divina Comedia de Dante).
En los últimos meses de la Segunda Guerra Mundial, Grigori Rasputin, el "Monje Loco", invoca al niño a la Tierra en la isla de Tarmagant, frente a la costa de Escocia, por encargo de los nazis para cambiar el curso de una guerra perdida ("Proyecto Ragna Rok"). Como resultado directo de este rito, el niño aparece en la Tierra en una bola de fuego en lo que queda de la arruinada iglesia de Bromwich el 23 de diciembre de 1944, probablemente guiado hasta allí por los fantasmas de los otros hijos de su madre. ya que no era un demonio en el sentido tradicional, sino una criatura parecida a un demonio, el profesor Trevor "Broom" Bruttenholm le apodó "Hellboy" (en español: "Chico-demonio").
Llevado por las Fuerzas Armadas de los Estados Unidos a una base de las Fuerzas Aéreas en Nuevo México, Hellboy es criado por el profesor Bruttenholm en un ambiente familiar católico normal y el Ejército de los Estados Unidos donde es introducido en la Agencia Investigación y Defensa Paranormal (AIDP), una organización privada dedicada a combatir las amenazas ocultas. Debido al éxito de su primera misión en 1952, las Naciones Unidas le conceden el estatus de "humano honorario" y se convierte en miembro de la AIDP como el "mejor investigador paranormal del mundo". Como tal, Hellboy interactúa regularmente con humanos, principalmente con agentes de la ley, militares, clérigos católicos y diversos "estudiosos de lo extraño", la mayoría de los cuales no reaccionan abiertamente a su extraña apariencia. Durante una de sus primeras misiones rescató a una joven llamada Alice Monaghan, a la que las hadas habían cambiado por un ser llamado Gruagach. También fue a Rusia y le sacó un ojo a la bruja Baba Yaga. Tanto Gruagach como Baba Yaga guardaron rencor de por vida a Hellboy por estos incidentes.
Como adulto, habiendo madurado físicamente con los años pero envejeciendo mentalmente lentamente con una mente adolescente, Hellboy se convierte en el principal agente de la AIDP, junto a otros agentes humanos y cuasihumanos que incluyen a Kate Corrigan, profesora de folclore en la Universidad de Nueva York; Abe Sapien, un humanoide anfibio (Ichthyo sapiens); y Liz Sherman, una joven piroquinética. Las cosas cambian radicalmente para Hellboy durante los acontecimientos de Seed of Destruction, cuando busca al profesor Bruttenholm tras su desaparición durante una expedición en el Ártico. Encuentra a su padre adoptivo sólo para presenciar su muerte a manos de un monstruo rana lovecraftiano. La búsqueda lleva a Hellboy, Abe y Liz a la mansión Cavendish Hall, que es una trampa tendida por Rasputín para atraer a Hellboy hacia su propio "destino", con la ayuda de Sadu-Hem, uno de los 369 engendros del Ogdru Jahad. Controlado por el espíritu de uno de los hombres ancestrales de Cavendish, Abe empala a Rasputín. A continuación, la tormenta de fuego de Liz incinera el cuerpo de Rasputín junto al de Sadu-Hem y destruye la Mansión Cavendish. Poco después, durante una visita a la iglesia de Bromwich, Hellboy tiene una visión de su concepción hace más de 300 años y se entera de que tiene dos medios hermanos humanos: una monja y un sacerdote cuyos espíritus rondan la iglesia después de sus muertes, intentando impedir que Azzael reclame a Sarah.
Durante los acontecimientos de Hellboy: Wake the Devil, Hellboy, aparentemente contento de volver a su vida en la ignorancia, se encuentra de nuevo en su viaje de autodescubrimiento cuando una misión para la AIDP le lleva a Rumanía para investigar el robo de una antigua caja que contiene el cadáver de Vladimir Giurescu, un oficial napoleónico que era, de hecho, un vampiro antes de ser "asesinado" por orden de un temeroso Adolf Hitler. Se revela que la culpable del robo es Ilsa Haupstein, uno de los miembros supervivientes del Proyecto Ragna Rok, que volvió de la animación suspendida y luego ayudó en la resurrección de Giurescu. Al encontrar el castillo de Giurescu tras separarse de los otros grupos de búsqueda, Hellboy se entera de que la fuente del renacimiento de Giurescu es la antigua diosa Hécate. Aunque Hellboy destruye el cuerpo original de Hécate obligándola a salir a la luz del sol, vuelve a enfrentarse a ella después de que Rasputín le proporcione involuntariamente el cuerpo encapsulado de doncella de hierro de Ilsa. Hécate se traga a Hellboy y le revela su propósito último como destructor de mundos, pero éste regresa a su propia realidad tras denunciar su supuesto destino.
Más tarde, Hellboy se entera de que Liz se está muriendo tras perder sus poderes cuando revive accidentalmente a un homúnculo mientras busca a Giurescu en otro lugar, encontrando a Roger en los sucesos de Hellboy: Almost Colossus cuando convence al homúnculo para que salve la vida de Liz. Tras los sucesos de Hellboy: The Right Hand of Doom, obteniendo información sobre su mano de piedra y siendo mencionado como presagio del Apocalipsis, Hellboy es acompañado por Abe para dar caza al hechicero Igor Bromhead en Box Full of Evil. Pero resulta ser una trampa llevada a cabo por Bromhead y el demonio Ualac para capturar a Hellboy, utilizando su verdadero nombre, Anung Un Rama, para inmovilizarlo de modo que este último pueda reclamar la normalmente invisible Corona del Apocalipsis de Hellboy para aumentar su poder. Pero este acto, sin embargo, resulta ser contraproducente, ya que permite que Hellboy deje de ser controlado por su verdadero nombre, Anung Un Rama (como reza una de las traducciones de este nombre, lit. "y sobre su frente una corona de llamas"; con el robo de su corona, el nombre ya no es exacto), y mata el cuerpo mortal de Ualac antes de que el demonio y la corona sean llevados al infierno por el archidemonio Astaroth, que más tarde se revela como el tío paterno de Hellboy.
En los sucesos de Hellboy: Conqueror Worm, Hellboy recibe la ayuda del fantasma de Lobster Johnson y Roger el homúnculo para evitar que una entidad alienígena llamada Gusano Vencedor llegue a la Tierra gracias a las continuas maquinaciones de los miembros supervivientes de Ragna Rok. En el transcurso de la historia, Hellboy se entera de que la AIDP ha implantado una bomba en Roger como medida de seguridad en caso de que se vuelva contra ellos. Desilusionado por esta noticia y dispuesto por fin a profundizar en sus orígenes, Hellboy abandona la AIDP.
Tras pasar un tiempo con un doctor brujo en África, Hellboy es capturado por un trío de hermanas sirenas y llevado bajo el agua ante una bruja conocida como Bog Roosh. A cambio de Hellboy, Bog Roosh concede un deseo a cada hermana. Las dos primeras hermanas son engañadas por la Bog Roosh y mueren por sus deseos, pero la tercera hermana es lista y consigue su deseo, un trozo perdido de la tumba de su padre. Mientras la tercera hermana regresa a la tumba de su padre, la Bog Roosh le explica su plan para destruir completamente a Hellboy, evitando así el apocalipsis. En la tumba, el fantasma de su padre le dice a la tercera hermana que la única forma de honrarle es salvando a Hellboy. Así lo hace y cuando la Bog Roosh se da cuenta de que no puede evitar el apocalipsis, se deja matar por Hellboy en la batalla que sigue. La tercera hermana se convierte en la nueva Bog Roosh, liberando las almas de los marineros ahogados de las que la anterior Bog Roosh extrajo su poder. Entonces libera a Hellboy, dejándolo perdido en el mar.
En Hellboy: Strange Places, tras varios años a la deriva en el mar y bebiendo con los fantasmas de los marineros, Hellboy llega a una isla misteriosa. Se encuentra con Hécate, que una vez más insiste en que están unidos y deben unirse en la destrucción del mundo, pero Hellboy, fiel a su valor y algo borracho, la desprecia. Se adentra en la isla y es atacado por un Sadu Hem que lleva mucho tiempo dormido. La lucha con la criatura le lleva a un templo en el centro de la isla, donde la criatura le apuñala en el pecho, matándole aparentemente. Mientras está muerto, Hellboy tiene otra conversación con el doctor brujo, que de algún modo le resucita. Hellboy despierta y descubre que su sangre derramada ha sido absorbida por el cadáver de un místico muerto hace mucho tiempo en el templo. La sangre de Hellboy lo resucita y lo transforma en una versión de aspecto más demoníaco del propio Hellboy. El místico revela a Hellboy la verdadera naturaleza de su mano derecha de la perdición, que en realidad es la mano cortada de uno de los ángeles implicados en la creación del Ogdru Jahad y por lo tanto es el único poder del universo capaz de devolver por completo el Ogdru Jahad a la Tierra. El místico amenaza con obligar a toda la humanidad a adorar al Sadu Hem, y Hellboy lucha para detenerlo. Al final, Hellboy consigue ganar el combate. Conmocionado, Hellboy zarpa hacia Inglaterra, para disgusto de Gruagach y el consejo de hadas que lo han estado vigilando.
Seis años después, en Hellboy: Darkness Calls, la búsqueda de Hellboy le lleva a Inglaterra, donde se encuentra en medio de un vacío de poder causado por Bromhead, que incapacitó a Hécate en Italia. Al negarse a servir a las brujas como su rey, Hellboy acaba en la dimensión de la bruja Baba Yaga. Consiguiendo derrotar al campeón de Baba Yaga, Koshchei el inmortal, Hellboy regresa a su realidad y es conducido hasta Bromhead después de que éste se volviera monstruoso y agonizara por su intento de tomar los poderes de Hécate para los suyos. Hellboy da a Bromhead una muerte piadosa antes de regresar a Inglaterra.
Hellboy: The Wild Hunt comienza con Hellboy recibiendo una invitación del Club Osiris para unirse a ellos en la caza de gigantes. Hellboy se une, pero es traicionado por el club y abandonado a su suerte. Sobrevive y, a pesar de que le dan la posibilidad de escapar, decide enfrentarse a los gigantes. En el transcurso de la lucha se vuelve más sanguinario y demoníaco, recuperando la cordura solo cuando todos los gigantes están muertos. Le encuentra Alice Monaghan, que, desde que Hellboy la rescató en su juventud, se ha convertido en una íntima consorte de las hadas de Inglaterra. Lleva a Hellboy a conocer a Mab, la reina de las hadas, quien le insinúa que la ascendencia de su madre le da derecho a una corona. Después de esto, Alice y Hellboy caen en una trampa donde Alice casi muere envenenada. Los dos son llevados al castillo de Morgana Le Fay para salvar a Alice.
Para entrar en el castillo, Hellboy debe luchar contra Eligos, un demonio de alto rango del infierno. Hellboy consigue derrotar a Eligos con la ayuda de uno de sus esclavos, a cambio de que Hellboy recuerde al esclavo cuando se convierta en gobernante del infierno. Una vez dentro, Morgana revela a Hellboy que, por parte de madre, es descendiente de Mordred y, por tanto, el legítimo gobernante de Inglaterra. También le habla de Nimue, una bruja encarcelada hace tiempo que ha sido liberada por Grugach y que quiere conquistar Inglaterra. Lleva a Hellboy hasta la espada Excalibur, pero él no la coge. Alice intenta convencerle de que debería hacerlo, pero no lo consigue. Poco después, es visitado de nuevo por Astaroth, que le revela que está destinado a matar a Satán y convertirse en el gobernante del infierno. Hellboy lucha contra una ilusión demoníaca de sí mismo, explotando en una bola de fuego que destruye parte del castillo y aparentemente mata a Alice. Convencido de que Alice tenía razón, Hellboy coge Excalibur y de repente se encuentra en lo alto de una colina, con Alice, viva y sana, de pie a su lado.
Cuando Hellboy: The Storm and the Fury comienza, Hellboy y Alice han empezado a viajar por Inglaterra, reuniendo un ejército de los nobles muertos de Inglaterra. Pronto, son atacados por uno de los soldados de Nimue. Hellboy es capaz de derrotar al soldado, pero mientras agoniza el soldado advierte a Hellboy de que Nimue se está transformando en otra cosa. Los dos se detienen en un pub, donde Hellboy decide que ya no quiere la espada, sugiriendo a Alice que la deje en un lago. Se besan y Hellboy le pide a Alice que se mude a América con él cuando haya derrotado a Nimue. De camino a la fortaleza de Nimue, Hellboy tiene otro enfrentamiento con Astartoth, reprendiéndole de nuevo. Entonces se encuentra con Baba Yaga, que le dice que sólo podrá llegar a la fortaleza con su ayuda mágica. A cambio, Hellboy sacrifica finalmente su ojo a Baba Yaga. Al llegar a Nimue, Hellboy ve que ha sido completamente poseída por el Ogdru Jahad y ahora busca destruir el mundo. Los dos se enzarzan en una batalla mientras las tormentas azotan Inglaterra y Hellboy es capaz de derrotarla usando una espada que le dio el fantasma de Vasilisa. Cuando el Dragón se derrumba, el fantasma de Nimue emerge y arranca el corazón de Hellboy, condenándolo al infierno.
Hellboy in Hell comienza con Hellboy atrapado en el abismo, la parte más exterior del infierno, y siendo atacado por Eligos. Le salva Edward Grey, un investigador paranormal británico que acabó atrapado en el infierno y que ha estado vigilando a Hellboy durante muchos años. Poco después, Hellboy recibe la visita de tres espíritus. El primero le lleva a ver su nacimiento en el infierno y el encarcelamiento de su padre. Luego se le muestra a Satán, a quien asesina según la profecía, pero no recuerda haberlo hecho. Por último, se le muestra el ejército dormido del infierno que su mano derecha tiene el poder de despertar. Después de esto, es atacado por sus medios hermanos completamente demoníacos Lusk y Gammon, que están siendo manipulados por Astaroth. Los tres mueren y Hellboy cae de nuevo al abismo. Grey vuelve a salvarle y le convence para que se comprometa con su nueva vida en el infierno. Entre ayuda y ayuda a las almas perdidas, Hellboy se entera poco a poco de que la aristocracia del infierno se ha escondido o ha sido asesinada por sus esclavos desde su llegada, ya que les aterrorizaba la idea de que pudiera matarlos a todos. Es envenenado por unos poderosos espíritus llamados las furias, que su media hermana Gamori puso en su contra. Las furias se vuelven contra ella, condenándola a destruir los restos de Pandemonium, la capital del infierno. Finalmente, Hellboy, en plena forma demoníaca, caza a los últimos gobernantes del infierno y los destruye a todos con la ayuda de sus esclavos. Después de esto, regresa a una casa en la playa donde se encuentra con tres formas resplandecientes.
Hellboy regresa, resucitado, en B.P.R.D: The Devil You Know, el arco final de la narración. Lucha junto a sus compañeros originales, Liz Sherman y Abe Sapien, contra el ascendente Sadu Hem y un pequeño grupo de demonios que pretenden conquistar la Tierra. El equipo derrota al demonio Yomyael, que posee a una joven llamada Varvara. Sin embargo, una vez libre, Varvara se revela como la hija de su viejo enemigo Rasputín y lo resucita. Hellboy y Rasputín luchan por última vez y ambos mueren. Como fantasma, Edward Grey muestra a Hellboy el camino restante hacia el fin del mundo. Los agentes de la AIDP logran salvar a una pequeña parte de la humanidad, guiándola hacia un refugio subterráneo. En la superficie, los Sadu Hem reinan durante un breve periodo de tiempo antes de que el Club Osiris utilice la mano derecha de la perdición cortada de Hellboy para convocar al Ogdru Jahad a la Tierra y matarlo. Una vez hecho esto, Hellboy recupera la mano, matando al Club Osiris en el proceso. Finalmente, ve a Liz Sherman, que de algún modo sigue viva, y le ordena que desate todo el peso de sus habilidades piroquinéticas, quemando el mundo. Con el mundo destruido, Hécate aparece ante Hellboy, una vez más en su forma de Doncella de Hierro. Le asegura que no hay nada que pudiera haber hecho para evitarlo. Él intenta luchar contra ella, pero se da cuenta de lo cansado que está de la violencia. Hellboy Entra en su forma de doncella de hierro y su sangre revive el mundo.

## Poderes y habilidades
Gracias a su herencia demoníaca y a su exhaustivo entrenamiento físico y culturismo, Hellboy posee una fuerza sobrehumana que supera el límite básico de una tonelada, resistencia, cierto grado de resistencia a las lesiones y un factor curativo que le permite curarse rápidamente de prácticamente todas las lesiones corporales y le hace inmune a todas las enfermedades. También posee la capacidad innata de comprender lenguas antiguas y mágicas. El alcance de su fuerza no está claro, pero ha derribado un gran árbol y lo ha lanzado contra un oponente, además, ha levantado enormes piedras. También ha levantado y lanzado a oponentes que pesaban al menos 200 kilos. Puede resistir golpes tan fuertes que herirían gravemente o matarían a un ser humano. Sobrevivió a varios disparos en el pecho con una ametralladora MG 42 antes de destruirla, a ser atravesado en el pecho con una espada, a ser atacado por hombres lobo, a ser golpeado hasta quedar inconsciente con unas tenazas de hierro, a caer desde alturas extremas, a ser aplastado por rocas y a muchas cosas más. En la versión cinematográfica, se afirma que Hellboy es inmune a todas las formas de fuego y quemaduras, incluidas las llamas de Liz Sherman y a la electrocución. A pesar de su capacidad para recuperarse rápidamente de heridas aparentemente mortales, está lejos de ser invulnerable y puede ser herido o sufir srandgrados por armas convencionales. Curiosamente, en ciertos casos, el derramamiento de la sangre de Hellboy hace que broten lirios, un indicador sobrenatural de su verdadera naturaleza bondadosa. Esta propiedad única entra en juego incluso en la culminación del Ragnarok, donde Hécate derrama la sangre de Hellboy sobre la Tierra incinerada para devolverle la vida. La nobleza rusa muerta le revela a Baba Yaga que Hellboy no puede ser asesinado ni siquiera a través de medios sobrenaturales y que parece ser tan inmortal como su guerrero, Koschei el inmortal. En las películas, Hellboy ha mostrado habilidad en la nigromancia, animando el cuerpo muerto de un hombre para que pudiera darle indicaciones. Esto también ocurrió en el reboot de 2019, donde Hellboy es capaz de resucitar a todo un ejército de muertos tras abrazar su poder como Anung Un Rama.
Hellboy envejece de forma muy distinta a los seres humanos. En la historia Pancakes tiene dos años, pero parece tener entre 6 y 10 en años humanos. En Nature of the Beast, ambientada en 1954, el Hellboy de diez años parece completamente adulto. Sin embargo, su rápida maduración física contrasta con su ritmo real de envejecimiento, que parece ser mucho más lento que el de los humanos. A lo largo de los sesenta años que transcurren en los cómics, no envejece más allá de la meseta de la madurez física. Este proceso de envejecimiento místico es similar al de otros demonios y seres sobrenaturales que pueblan el mundo de Hellboy. La esperanza de vida de un demonio (o medio demonio, ya que la madre de Hellboy era humana) no está definida en los cómics y parece oscilar entre décadas y miles de años. En las películas, el proceso de envejecimiento de Hellboy es descrito por la AIDP como "Años perro a la inversa".
Además de sus habilidades físicas naturales, Hellboy guarda una serie de objetos en su cinturón y chaqueta que puede utilizar contra diversas fuerzas sobrenaturales. Se sabe que lleva reliquias sagradas, herraduras, hierbas y granadas de mano. Con frecuencia lleva un revólver de gran tamaño, que en las películas de Guillermo del Toro se llamaba "Buen Samaritano", y cuya construcción incorpora hierro que se había utilizado para forjar una campana de iglesia. Sin embargo, Hellboy admite tener muy mala puntería con el arma y a menudo prefiere la lucha cuerpo a cuerpo, prefiriendo usar armas físicas de corto alcance como espadas, lanzas y su enorme puño de piedra a las armas de fuego. La falta de entrenamiento y educación formal en combate de Hellboy se compensa con sus décadas de experiencia como investigador paranormal, aunque los encuentros con amenazas desconocidas le han obligado a menudo a recurrir a la improvisación y a usar su ingenio.

### Mano derecha de la perdición
Como se revela en Strange Places, la mano derecha de Hellboy era originalmente la mano derecha de Anum, uno de los ángeles vigilantes que custodiaban la floreciente Tierra y crearon el Ogdru Jahad. Tras sellar al Ogdru Jahad, Anum fue destruido por sus compañeros espíritus. Solo su mano derecha permaneció intacta y fue conservada por los hiperbóreos, la primera raza humana. La mano derecha de la perdición acabó en manos de Azzael, que la injertó en el recién nacido Hellboy.
Como la mano que creó y ató a los Ogdru Jahad, también es la llave que los "soltará y ordenará"; en otras palabras, es un catalizador que provocará el Ragnarok. Los propios cómics nunca mencionan cómo la mano derecha de la perdición llevaría a cabo realmente estas tareas; sólo explican que es así y que alguien o algo pretende hacerlo, con o sin el consentimiento de Hellboy. La película muestra que funciona como una llave: al girarla dos veces en un obelisco especial asegurado por Rasputín liberaría al Ogdru Jahad. Astaroth y otros también hablaron de cómo la mano contiene el poder de despertar al gran Ejército del Infierno, un ejército lo bastante poderoso como para romper las fronteras entre el cielo, el infierno y la Tierra para que su portador gobierne toda la creación. Esta profecía nunca llegó a cumplirse gracias a la constante negativa de Hellboy a aceptar su destino. Queda claro que no es necesario que el brazo esté unido a Hellboy para cumplir su función. Se ha sugerido que si Hellboy muere mientras la mano está unida a él, se volvería inútil. Por lo tanto, Hellboy ha llegado a la conclusión de que la única forma de evitar que caiga en malas manos es conservarla y protegerla.

## Concepto y creación
Hellboy se originó en 1991 con un dibujo que Mike Mignola hizo para un panfleto promocional de la Great Salt Lake Comic-Con de un demonio con el nombre "Hell Boy" escrito en su cinturón. En un principio, Mignola no tenía intención de hacer nada serio con el concepto, pero finalmente decidió que le gustaba el nombre.
Más tarde, Mignola se interesó por el cómic de autor, ya que consideraba que tenía más sentido crear sus propios personajes para las historias que quería contar, en lugar de intentar meter con calzador a personajes ya existentes en esas historias. Mignola explica: «El tipo de historias que quería hacer ya las tenía en mente antes de crear Hellboy. No es que creara a Hellboy y dijera: "Oye, ¿y qué es lo que hace este tipo?" Sabía el tipo de historias que quería hacer, pero sólo necesitaba un protagonista». Inicialmente creó a Hellboy como parte de un equipo de cinco, pero desechó esta idea cuando se dio cuenta de que no se le ocurría ningún nombre de equipo que le gustara.
Al igual que otros superhéroes del cómic estadounidense, como Batman, Wolverine, Iron Man, Daredevil y Spawn, Hellboy está constantemente atormentado por el conocimiento de su pasado. Un ejemplo es Wake the Devil, donde describe su mentalidad desde las secuelas de Seed of Destruction diciendo: «Me gusta no saber. He pasado cincuenta y dos años sin saberlo. Duermo bien sin saber».

## Historia de la publicación
Antes de que Hellboy se publicara de forma independiente en Dark Horse Comics, el concepto se presentó inicialmente a una junta directiva de DC Comics, a la que le encantó, pero no le gustó la idea de que tuviera que ver con el "infierno".
Las primeras historias fueron concebidas y dibujadas por Mignola, con guion de John Byrne, y algunas historias posteriores han corrido a cargo de otros creadores, como Christopher Golden, Guy Davis, Ryan Sook y Duncan Fegredo. Los crecientes compromisos de la franquicia Hellboy significaron que el one-shot de 2008 In the Chapel of Moloch fuera el primer cómic de Hellboy para el que Mignola había proporcionado el guion y el arte desde The Island en 2005.

### Números
Hellboy tiene una numeración interna en el interior de la cubierta de sus números. A continuación se presentan las historias ordenadas según su numeración interna para los cómics.
| Número | Título                                                     | Fecha                    | Historia                                   | Arte                            | Color                                            | Cubierta | Colección                                                                                | Notas |
| ------ | ---------------------------------------------------------- | ------------------------ | ------------------------------------------ | ------------------------------- | ------------------------------------------------ | --- | ---------------------------------------------------------------------------------------- | --- |
| #1     | Seed of Destruction                                        | Marzo de 1994            | Mike Mignola (historia) John Byrne (guion) | Mike Mignola                    | Mark Chiarello                                   | Mike Mignola | - Hellboy – Volume 1: Seed of Destruction - Hellboy Library Edition – Volume 1           | |
| #2     | Seed of Destruction                                        | Abril de 1994            | Mike Mignola (historia) John Byrne (guion) | Mike Mignola                    | Mark Chiarello                                   | Mike Mignola | - Hellboy – Volume 1: Seed of Destruction - Hellboy Library Edition – Volume 1           | |
| #3     | Seed of Destruction                                        | Mayo de 1994             | Mike Mignola (historia) John Byrne (guion) | Mike Mignola                    | Mark Chiarello                                   | Mike Mignola | - Hellboy – Volume 1: Seed of Destruction - Hellboy Library Edition – Volume 1           | |
| #4     | Seed of Destruction                                        | Junio de 1994            | Mike Mignola (historia) John Byrne (guion) | Mike Mignola                    | Mark Chiarello                                   | Mike Mignola | - Hellboy – Volume 1: Seed of Destruction - Hellboy Library Edition – Volume 1           | |
| #5     | The Wolves of Saint August                                 | Noviembre de 1995        | Mike Mignola                               | Mike Mignola                    | James Sinclair                                   | Mike Mignola | - Hellboy – Volume 3: The Chained Coffin and Others - Hellboy Library Edition – Volume 2 | Publicado originalmente en Dark Horse Presents. Ampliado aquí.                                              |
| #6     | The Corpse and the Iron Shoes                              | Enero de 1996            | Mike Mignola                               | Mike Mignola                    | Matthew Hollingsworth y James Sinclair           | Mike Mignola | - Hellboy – Volume 3: The Chained Coffin and Others - Hellboy Library Edition – Volume 2 | Publicado originalmente en el catálogo de Advance Comics.                                                   |
| #7     | Wake the Devil                                             | Junio de 1996            | Mike Mignola                               | Mike Mignola                    | James Sinclair                                   | Mike Mignola | - Hellboy – Volume 2: Wake the Devil - Hellboy Library Edition – Volume 1                | |
| #8     | Wake the Devil                                             | Julio de 1996            | Mike Mignola                               | Mike Mignola                    | James Sinclair                                   | Mike Mignola | - Hellboy – Volume 2: Wake the Devil - Hellboy Library Edition – Volume 1                | |
| #9     | Wake the Devil                                             | Agosto de 1996           | Mike Mignola                               | Mike Mignola                    | James Sinclair                                   | Mike Mignola | - Hellboy – Volume 2: Wake the Devil - Hellboy Library Edition – Volume 1                | |
| #10    | Wake the Devil                                             | Septiembre de 1996       | Mike Mignola                               | Mike Mignola                    | James Sinclair                                   | Mike Mignola | - Hellboy – Volume 2: Wake the Devil - Hellboy Library Edition – Volume 1                | |
| #11    | Wake the Devil                                             | Octubre de 1996          | Mike Mignola                               | Mike Mignola                    | James Sinclair                                   | Mike Mignola | - Hellboy – Volume 2: Wake the Devil - Hellboy Library Edition – Volume 1                | |
| #12    | Almost Colossus                                            | 30 de julio de 1997      | Mike Mignola                               | Mike Mignola                    | James Sinclair                                   | Mike Mignola | - Hellboy – Volume 3: The Chained Coffin and Others - Hellboy Library Edition – Volume 2 | |
| #13    | Almost Colossus                                            | 25 de junio de 1997      | Mike Mignola                               | Mike Mignola                    | James Sinclair                                   | Mike Mignola | - Hellboy – Volume 3: The Chained Coffin and Others - Hellboy Library Edition – Volume 2 | |
| #14    | A Christmas Underground (in the Hellboy Christmas Special) | 3 de diciembre de 1997   | Mike Mignola                               | Mike Mignola                    | Dave Stewart                                     | Gary Gianni | - Hellboy – Volume 3: The Chained Coffin and Others - Hellboy Library Edition – Volume 2 | Antología one-shot.                                                                                         |
| #15    | Box Full of Evil                                           | 11 de agosto de 1999     | Mike Mignola                               | Mike Mignola                    | Dave Stewart                                     | Mike Mignola | - Hellboy – Volume 4: The Right Hand of Doom - Hellboy Library Edition – Volume 2        | |
| #16    | Box Full of Evil                                           | 8 de septiembre de 1999  | Mike Mignola                               | Mike Mignola                    | Dave Stewart                                     | Mike Mignola | - Hellboy – Volume 4: The Right Hand of Doom - Hellboy Library Edition – Volume 2        | |
| #17    | Conqueror Worm                                             | 9 de mayo de 2001        | Mike Mignola                               | Mike Mignola                    | Dave Stewart                                     | Mike Mignola | - Hellboy – Volume 5: Conqueror Worm - Hellboy Library Edition – Volume 3                | |
| #18    | Conqueror Worm                                             | 13 de junio de 2001      | Mike Mignola                               | Mike Mignola                    | Dave Stewart                                     | Mike Mignola | - Hellboy – Volume 5: Conqueror Worm - Hellboy Library Edition – Volume 3                | |
| #19    | Conqueror Worm                                             | 11 de julio de 2001      | Mike Mignola                               | Mike Mignola                    | Dave Stewart                                     | Mike Mignola | - Hellboy – Volume 5: Conqueror Worm - Hellboy Library Edition – Volume 3                | |
| #20    | Conqueror Worm                                             | 8 de agosto de 2001      | Mike Mignola                               | Mike Mignola                    | Dave Stewart                                     | Mike Mignola | - Hellboy – Volume 5: Conqueror Worm - Hellboy Library Edition – Volume 3                | |
| #21    | The Third Wish                                             | 24 de julio de 2002      | Mike Mignola                               | Mike Mignola                    | Dave Stewart                                     | Mike Mignola | - Hellboy – Volume 6: Strange Places - Hellboy Library Edition – Volume 3                | |
| #22    | The Third Wish                                             | 21 de agosto de 2002     | Mike Mignola                               | Mike Mignola                    | Dave Stewart                                     | Mike Mignola | - Hellboy – Volume 6: Strange Places - Hellboy Library Edition – Volume 3                | |
| #23    | The Island                                                 | 22 de junio de 2005      | Mike Mignola                               | Mike Mignola                    | Dave Stewart                                     | Mike Mignola | - Hellboy – Volume 6: Strange Places - Hellboy Library Edition – Volume 3                | |
| #24    | The Island                                                 | 27 de julio de 2005      | Mike Mignola                               | Mike Mignola                    | Dave Stewart                                     | Mike Mignola | - Hellboy – Volume 6: Strange Places - Hellboy Library Edition – Volume 3                | |
| #25    | Makoma                                                     | 1 de febrero de 2006     | Mike Mignola                               | Richard Corben con Mike Mignola | Dave Stewart                                     | Mike Mignola | - Hellboy – Volume 7: The Troll Witch and Others - Hellboy Library Edition – Volume 4    | |
| #26    | Makoma                                                     | 1 de marzo de 2006       | Mike Mignola                               | Richard Corben con Mike Mignola | Dave Stewart                                     | Richard Corben | - Hellboy – Volume 7: The Troll Witch and Others - Hellboy Library Edition – Volume 4    | |
| #27    | Darkness Calls                                             | 2 de mayo de 2007        | Mike Mignola                               | Duncan Fegredo                  | Dave Stewart                                     | Mike Mignola | - Hellboy – Volume 8: Darkness Calls - Hellboy Library Edition – Volume 5                | |
| #28    | Darkness Calls                                             | 30 de mayo de 2007       | Mike Mignola                               | Duncan Fegredo                  | Dave Stewart                                     | Mike Mignola | - Hellboy – Volume 8: Darkness Calls - Hellboy Library Edition – Volume 5                | |
| #29    | Darkness Calls                                             | 27 de junio de 2007      | Mike Mignola                               | Duncan Fegredo                  | Dave Stewart                                     | Mike Mignola | - Hellboy – Volume 8: Darkness Calls - Hellboy Library Edition – Volume 5                | |
| #30    | Darkness Calls                                             | 25 de julio de 2007      | Mike Mignola                               | Duncan Fegredo                  | Dave Stewart                                     | Mike Mignola | - Hellboy – Volume 8: Darkness Calls - Hellboy Library Edition – Volume 5                | |
| #31    | Darkness Calls                                             | 29 de agosto de 2007     | Mike Mignola                               | Duncan Fegredo                  | Dave Stewart                                     | Mike Mignola | - Hellboy – Volume 8: Darkness Calls - Hellboy Library Edition – Volume 5                | |
| #32    | Darkness Calls                                             | 7 de noviembre de 2007   | Mike Mignola                               | Duncan Fegredo                  | Dave Stewart                                     | Mike Mignola | - Hellboy – Volume 8: Darkness Calls - Hellboy Library Edition – Volume 5                | |
| —      | They That Go Down to the Sea in Ships                      | Agosto de 2007           | Mike Mignola y Joshua Dysart               | Jason Shawn Alexander           | Dave Stewart                                     | Mike Mignola | - Hellboy - Volume 10: The Crooked Man and Others - Hellboy Library Edition - Volume 4   | Coeditado por Konami para promocionar el juego Hellboy: The Science of Evil.                                |
| #33    | The Crooked Man                                            | 2 de julio de 2008       | Mike Mignola                               | Richard Corben                  | Dave Stewart                                     | Richard Corben | - Hellboy - Volume 10: The Crooked Man and Others - Hellboy Library Edition - Volume 4   | |
| #34    | The Crooked Man                                            | 13 de agosto de 2008     | Mike Mignola                               | Richard Corben                  | Dave Stewart                                     | Richard Corben | - Hellboy - Volume 10: The Crooked Man and Others - Hellboy Library Edition - Volume 4   | |
| #35    | The Crooked Man                                            | 24 de septiembre de 2008 | Mike Mignola                               | Richard Corben                  | Dave Stewart                                     | Richard Corben | - Hellboy - Volume 10: The Crooked Man and Others - Hellboy Library Edition - Volume 4   | |
| #36    | In the Chapel of Moloch                                    | 29 de octubre de 2008    | Mike Mignola                               | Mike Mignola                    | Dave Stewart                                     | Mike Mignola | - Hellboy - Volume 10: The Crooked Man and Others - Hellboy Library Edition - Volume 4   | |
| #37    | The Wild Hunt                                              | 3 de diciembre de 2008   | Mike Mignola                               | Duncan Fegredo                  | Dave Stewart                                     | Mike Mignola | - Hellboy - Volume 9: The Wild Hunt - Hellboy Library Edition - Volume 5                 | |
| #38    | The Wild Hunt                                              | 7 de enero de 2009       | Mike Mignola                               | Duncan Fegredo                  | Dave Stewart                                     | Mike Mignola | - Hellboy - Volume 9: The Wild Hunt - Hellboy Library Edition - Volume 5                 | How Koshchei Became Deathless HISTORIA Mike Mignola ARTE Guy Davis                                          |
| #39    | The Wild Hunt                                              | 11 de febrero de 2009    | Mike Mignola                               | Duncan Fegredo                  | Dave Stewart                                     | Mike Mignola | - Hellboy - Volume 9: The Wild Hunt - Hellboy Library Edition - Volume 5                 | How Koshchei Became Deathless HISTORIA Mike Mignola ARTE Guy Davis                                          |
| #40    | The Wild Hunt                                              | 4 de marzo de 2009       | Mike Mignola                               | Duncan Fegredo                  | Dave Stewart                                     | Mike Mignola | - Hellboy - Volume 9: The Wild Hunt - Hellboy Library Edition - Volume 5                 | Baba Yaga's Feast HISTORIA Mike Mignola ARTE Guy Davis                                                      |
| #41    | The Wild Hunt                                              | 12 de agosto de 2009     | Mike Mignola                               | Duncan Fegredo                  | Dave Stewart                                     | Mike Mignola | - Hellboy - Volume 9: The Wild Hunt - Hellboy Library Edition - Volume 5                 | MonsterMen de Gary Gianni, no en el Universo de Hellboy .                                                   |
| #42    | The Wild Hunt                                              | 9 de septiembre de 2009  | Mike Mignola                               | Duncan Fegredo                  | Dave Stewart                                     | Mike Mignola | - Hellboy - Volume 9: The Wild Hunt - Hellboy Library Edition - Volume 5                 | MonsterMen de Gary Gianni, no en el Universo de Hellboy .                                                   |
| #43    | The Wild Hunt                                              | 14 de octubre de 2009    | Mike Mignola                               | Duncan Fegredo                  | Dave Stewart                                     | Mike Mignola | - Hellboy - Volume 9: The Wild Hunt - Hellboy Library Edition - Volume 5                 | The Burial of Katharine Baker HISTORIA Scott Allie ARTE Patric Reynolds                                     |
| #44    | The Wild Hunt                                              | 11 de noviembre de 2009  | Mike Mignola                               | Duncan Fegredo                  | Dave Stewart                                     | Mike Mignola | - Hellboy - Volume 9: The Wild Hunt - Hellboy Library Edition - Volume 5                 | |
| #45    | The Bride of Hell                                          | 23 de diciembre de 2009  | Mike Mignola                               | Richard Corben                  | Dave Stewart                                     | Mike Mignola | - Hellboy - Volume 11: The Bride of Hell and Others - Hellboy Library Edition - Volume 6 | |
| #46    | Hellboy in Mexico                                          | 5 de mayo de 2010        | Mike Mignola                               | Richard Corben                  | Dave Stewart                                     | Richard Corben Mike Mignola (versión alternativa)                                                                        | - Hellboy - Volume 11: The Bride of Hell and Others - Hellboy Library Edition - Volume 6 | |
| #47    | The Storm                                                  | 7 de julio de 2010       | Mike Mignola                               | Duncan Fegredo                  | Dave Stewart                                     | Mike Mignola | - Hellboy – Volume 12: The Storm and the Fury - Hellboy Library Edition - Volume 6       | |
| #48    | The Storm                                                  | 4 de agosto de 2010      | Mike Mignola                               | Duncan Fegredo                  | Dave Stewart                                     | Mike Mignola | - Hellboy – Volume 12: The Storm and the Fury - Hellboy Library Edition - Volume 6       | |
| #49    | The Storm                                                  | 1 de septiembre de 2010  | Mike Mignola                               | Duncan Fegredo                  | Dave Stewart                                     | Mike Mignola | - Hellboy – Volume 12: The Storm and the Fury - Hellboy Library Edition - Volume 6       | |
| #50    | Double Feature of Evil                                     | 17 de boviembre de 2010  | Mike Mignola                               | Richard Corben                  | Dave Stewart                                     | Mike Mignola Richard Corben (versión alternativa)                                                                        | - Hellboy - Volume 11: The Bride of Hell and Others - Hellboy Library Edition - Volume 6 | |
| #51    | The Sleeping and the Dead                                  | 29 de diciembre de 2010  | Mike Mignola                               | Scott Hampton                   | Dave Stewart                                     | Mike Mignola Scott Hampton (versión alternativa)                                                                         | - Hellboy - Volume 11: The Bride of Hell and Others - Hellboy Library Edition - Volume 6 | |
| #52    | The Sleeping and the Dead                                  | 2 de febrero de 2011     | Mike Mignola                               | Scott Hampton                   | Dave Stewart                                     | Mike Mignola | - Hellboy - Volume 11: The Bride of Hell and Others - Hellboy Library Edition - Volume 6 | |
| #53    | Buster Oakley Gets His Wish                                | 13 de abril de 2011      | Mike Mignola                               | Kevin Nowlan                    | Kevin Nowlan Dave Stewart (cubierta alternativa) | Kevin Nowlan Mike Mignola (versión alternativa)                                                                          | - Hellboy - Volume 11: The Bride of Hell and Others - Hellboy Library Edition - Volume 6 | |
| #54    | Being Human                                                | 11 de mayo de 2011       | Mike Mignola                               | Richard Corben                  | Dave Stewart                                     | Richard Corben | - B.P.R.D.: Being Human                                                                  | |
| #55    | The Fury                                                   | 1 de junio de 2011       | Mike Mignola                               | Duncan Fegredo                  | Dave Stewart                                     | Mike Mignola Francesco Francavilla (versión alternativa)                                                                 | - Hellboy - Volume 12: The Storm and the Fury - Hellboy Library Edition - Volume 6       | |
| #56    | The Fury                                                   | 13 de julio de 2011      | Mike Mignola                               | Duncan Fegredo                  | Dave Stewart                                     | Mike Mignola | - Hellboy - Volume 12: The Storm and the Fury - Hellboy Library Edition - Volume 6       | |
| #57    | The Fury                                                   | 10 de agosto de 2011     | Mike Mignola                               | Duncan Fegredo                  | Dave Stewart                                     | Mike Mignola | - Hellboy - Volume 12: The Storm and the Fury - Hellboy Library Edition - Volume 6       | |
| —      | Hellboy Winter Special (2016)                              | 27 de enero de 2016      | «Broken Vessels»                           | «Broken Vessels»                | Dave Stewart                                     | Tim Sale Mike Mignola (versión alternativa) Ben Stenbeck (versión alternativa) Michael Avon Oeming (versión alternativa) | - B.P.R.D.: The Devil You Know – Volume 1: Messiah                                       | |
| —      | Hellboy Winter Special (2016)                              | 27 de enero de 2016      | Mike Mignola y Scott Allie                 | Tim Sale                        | Dave Stewart                                     | Tim Sale Mike Mignola (versión alternativa) Ben Stenbeck (versión alternativa) Michael Avon Oeming (versión alternativa) | - B.P.R.D.: The Devil You Know – Volume 1: Messiah                                       | |
| —      | Hellboy Winter Special (2016)                              | 27 de enero de 2016      | «Wandering Souls»                          | «Wandering Souls»               | Dave Stewart                                     | Tim Sale Mike Mignola (versión alternativa) Ben Stenbeck (versión alternativa) Michael Avon Oeming (versión alternativa) | - Hellboy and the B.P.R.D.: 1953                                                         | |
| —      | Hellboy Winter Special (2016)                              | 27 de enero de 2016      | Mike Mignola y Chris Roberson              | Michael Walsh                   | Dave Stewart                                     | Tim Sale Mike Mignola (versión alternativa) Ben Stenbeck (versión alternativa) Michael Avon Oeming (versión alternativa) | - Hellboy and the B.P.R.D.: 1953                                                         | |
| —      | Hellboy Winter Special (2016)                              | 27 de enero de 2016      | «Mood Swings»                              |                                 | Dave Stewart                                     | Tim Sale Mike Mignola (versión alternativa) Ben Stenbeck (versión alternativa) Michael Avon Oeming (versión alternativa) |                                                                                          | |
| —      | Hellboy Winter Special (2016)                              | 27 de enero de 2016      | Chelsea Cain                               | Michael Avon Oeming             | Dave Stewart                                     | Tim Sale Mike Mignola (versión alternativa) Ben Stenbeck (versión alternativa) Michael Avon Oeming (versión alternativa) |                                                                                          | |
| —      | Hellboy Winter Special (2016)                              | 27 de enero de 2016      | «Kung Pao Lobster»                         | «Kung Pao Lobster»              | Dave Stewart                                     | Tim Sale Mike Mignola (versión alternativa) Ben Stenbeck (versión alternativa) Michael Avon Oeming (versión alternativa) |                                                                                          | Historia fuera de continuidad                                                                               |
| —      | Hellboy Winter Special (2016)                              | 27 de enero de 2016      | Dean Rankine                               |                                 | Dave Stewart                                     | Tim Sale Mike Mignola (versión alternativa) Ben Stenbeck (versión alternativa) Michael Avon Oeming (versión alternativa) |                                                                                          | Historia fuera de continuidad                                                                               |
| —      | Hellboy Winter Special (2017)                              | 25 de enero de 2017      | «The Great Blizzard»                       | «The Great Blizzard»            | «The Great Blizzard»                             | Sebastián Fiumara Geof Darrow (versión alternativa)                                                                      |                                                                                          | |
| —      | Hellboy Winter Special (2017)                              | 25 de enero de 2017      | Mike Mignola y Chris Roberson              | Christopher Mitten              | Dave Stewart                                     | Sebastián Fiumara Geof Darrow (versión alternativa)                                                                      |                                                                                          | |
| —      | Hellboy Winter Special (2017)                              | 25 de enero de 2017      | «God Rest Ye Merry»                        | «God Rest Ye Merry»             | «God Rest Ye Merry»                              | Sebastián Fiumara Geof Darrow (versión alternativa)                                                                      | - The Visitor: How & Why He Stayed                                                       | |
| —      | Hellboy Winter Special (2017)                              | 25 de enero de 2017      | Mike Mignola y Chris Roberson              | Paul Grist                      | Bill Crabtree                                    | Sebastián Fiumara Geof Darrow (versión alternativa)                                                                      | - The Visitor: How & Why He Stayed                                                       | |
| —      | Hellboy Winter Special (2017)                              | 25 de enero de 2017      | «The Last Witch of Fairfield»              |                                 |                                                  | Sebastián Fiumara Geof Darrow (versión alternativa)                                                                      |                                                                                          | |
| —      | Hellboy Winter Special (2017)                              | 25 de enero de 2017      | Mike Mignola y Scott Allie                 | Sebastián Fiumara               | Dave Stewart                                     | Sebastián Fiumara Geof Darrow (versión alternativa)                                                                      |                                                                                          | |
| —      | Krampusnacht                                               | 20 de diciembre de 2017  | Mike Mignola                               | Adam Hughes                     | Dave Stewart                                     | Adam Hughes Mike Mignola (versión alternativa)                                                                           | - Hellboy and the B.P.R.D.: The Beast of Vargu and Others                                | |
| —      | Hellboy Winter Special (2018)                              | 12 de diciembre de 2018  | «Happy New Year, Ava Galluci»              | «Happy New Year, Ava Galluci»   | «Happy New Year, Ava Galluci»                    | Mike Mignola Gabriel Bá (versión alternativa) Fábio Moon (versión alternativa)                                           |                                                                                          | |
| —      | Hellboy Winter Special (2018)                              | 12 de diciembre de 2018  | Mike Mignola                               | Ben Stenbeck                    | Dave Stewart                                     | Mike Mignola Gabriel Bá (versión alternativa) Fábio Moon (versión alternativa)                                           |                                                                                          | |
| —      | Hellboy Winter Special (2018)                              | 12 de diciembre de 2018  | «Lost Ones»                                | «Lost Ones»                     | «Lost Ones»                                      | Mike Mignola Gabriel Bá (versión alternativa) Fábio Moon (versión alternativa)                                           | - B.P.R.D.: Vampire (2.ª edición)                                                        | |
| —      | Hellboy Winter Special (2018)                              | 12 de diciembre de 2018  | Fábio Moon and Gabriel Bá                  | Fábio Moon and Gabriel Bá       | Dave Stewart                                     | Mike Mignola Gabriel Bá (versión alternativa) Fábio Moon (versión alternativa)                                           | - B.P.R.D.: Vampire (2.ª edición)                                                        | |
| —      | Hellboy Winter Special (2018)                              | 12 de diciembre de 2018  | «The Empty Chair»                          |                                 |                                                  | Mike Mignola Gabriel Bá (versión alternativa) Fábio Moon (versión alternativa)                                           |                                                                                          | |
| —      | Hellboy Winter Special (2018)                              | 12 de diciembre de 2018  | Tonci Zonjic                               |                                 |                                                  | Mike Mignola Gabriel Bá (versión alternativa) Fábio Moon (versión alternativa)                                           |                                                                                          | |
| —      | Hellboy vs. Lobster Johnson: The Ring of Death             | 29 de mayo de 2019       | Mike Mignola y Chris Roberson              | Mike Norton                     | Dave Stewart                                     | Paolo Rivera | - Hellboy and the B.P.R.D.: 1956                                                         | BACKUP STORY «Down Mexico Way» HISTORIA Mike Mignola y Chris Roberson ARTE Paul Grist COLORES Bill Crabtree |

### Números:Hellboy in hell
Hellboy in Hell es una serie terminada con su propia numeración.
| Número | Título                   | Fecha                    | Historia y arte | Color        | Cubierta     | Colección                                                                                |
| ------ | ------------------------ | ------------------------ | --------------- | ------------ | ------------ | ---------------------------------------------------------------------------------------- |
| #1     | The Descent              | 5 de diciembre de 2012   | Mike Mignola    | Dave Stewart | Mike Mignola | - Hellboy in Hell – Volume 1: The Descent - Hellboy Library Edition - Hellboy in Hell    |
| #2     | Pandemonium              | 2 de enero de 2013       | Mike Mignola    | Dave Stewart | Mike Mignola | - Hellboy in Hell – Volume 1: The Descent - Hellboy Library Edition - Hellboy in Hell    |
| #3     | Family Ties              | 6 de febrero de 2013     | Mike Mignola    | Dave Stewart | Mike Mignola | - Hellboy in Hell – Volume 1: The Descent - Hellboy Library Edition - Hellboy in Hell    |
| #4     | Death Riding an Elephant | 6 de marzo de 2013       | Mike Mignola    | Dave Stewart | Mike Mignola | - Hellboy in Hell – Volume 1: The Descent - Hellboy Library Edition - Hellboy in Hell    |
| #5     | The Three Gold Whips     | 4 de diciembre de 2013   | Mike Mignola    | Dave Stewart | Mike Mignola | - Hellboy in Hell – Volume 1: The Descent - Hellboy Library Edition - Hellboy in Hell    |
| #6     | The Death Card           | 14 de mayo de 2014       | Mike Mignola    | Dave Stewart | Mike Mignola | - Hellboy in Hell – Volume 2: The Death Card - Hellboy Library Edition - Hellboy in Hell |
| #7     | The Hounds of Pluto      | 26 de agosto de 2015     | Mike Mignola    | Dave Stewart | Mike Mignola | - Hellboy in Hell – Volume 2: The Death Card - Hellboy Library Edition - Hellboy in Hell |
| #8     | The Hounds of Pluto      | 23 de septiembre de 2015 | Mike Mignola    | Dave Stewart | Mike Mignola | - Hellboy in Hell – Volume 2: The Death Card - Hellboy Library Edition - Hellboy in Hell |
| #9     | The Spanish Bride        | 4 de mayo de 2016        | Mike Mignola    | Dave Stewart | Mike Mignola | - Hellboy in Hell – Volume 2: The Death Card - Hellboy Library Edition - Hellboy in Hell |
| #10    | For Whom the Bell Tolls  | 1 de junio de 2016       | Mike Mignola    | Dave Stewart | Mike Mignola | - Hellboy in Hell – Volume 2: The Death Card - Hellboy Library Edition - Hellboy in Hell |

### Números:Hellboy and the B.P.R.D.
Hellboy and the B.P.R.D. es una serie de miniseries en curso.
| Número | Título                                    | Fecha                    | Historia                      | Arte                                        | Color          | Cubierta                                  | Colección                                                 |
| ------ | ----------------------------------------- | ------------------------ | ----------------------------- | ------------------------------------------- | -------------- | ----------------------------------------- | --------------------------------------------------------- |
| #1     | 1952                                      | 3 de diciembre de 2014   | Mike Mignola y John Arcudi    | Alex Maleev                                 | Dave Stewart   | Alex Maleev Mike Mignola (alternativa)    | - Hellboy and the B.P.R.D.: 1952                          |
| #2     | 1952                                      | 7 de enero de 2015       | Mike Mignola y John Arcudi    | Alex Maleev                                 | Dave Stewart   | Alex Maleev                               | - Hellboy and the B.P.R.D.: 1952                          |
| #3     | 1952                                      | 4 de febrero de 2015     | Mike Mignola y John Arcudi    | Alex Maleev                                 | Dave Stewart   | Alex Maleev                               | - Hellboy and the B.P.R.D.: 1952                          |
| #4     | 1952                                      | 4 de marzo de 2015       | Mike Mignola y John Arcudi    | Alex Maleev                                 | Dave Stewart   | Alex Maleev                               | - Hellboy and the B.P.R.D.: 1952                          |
| #5     | 1952                                      | 1 de abril de 2015       | Mike Mignola y John Arcudi    | Alex Maleev                                 | Dave Stewart   | Alex Maleev                               | - Hellboy and the B.P.R.D.: 1952                          |
| #6     | The Phantom Hand & The Kelpie             | 28 de octubre de 2015    | Mike Mignola                  | Ben Stenbeck                                | Dave Stewart   | Mike Mignola                              | - Hellboy and the B.P.R.D.: 1953                          |
| #7     | The Witch Tree & Rawhead and Bloody Bones | 25 de noviembre de 2015  | Mike Mignola                  | Ben Stenbeck                                | Dave Stewart   | Mike Mignola                              | - Hellboy and the B.P.R.D.: 1953                          |
| #8     | Beyond the Fences                         | 24 de febrero de 2016    | Mike Mignola y Chris Roberson | Paolo Rivera (lápiz) Joe Rivera (tinta)     | Dave Stewart   | Paolo Rivera                              | - Hellboy and the B.P.R.D.: 1953                          |
| #9     | Beyond the Fences                         | 23 de marzo de 2016      | Mike Mignola y Chris Roberson | Paolo Rivera (lápiz) Joe Rivera (tinta)     | Dave Stewart   | Paolo Rivera                              | - Hellboy and the B.P.R.D.: 1953                          |
| #10    | Beyond the Fences                         | 27 de abril de 2016      | Mike Mignola y Chris Roberson | Paolo Rivera (lápiz) Joe Rivera (tinta)     | Dave Stewart   | Paolo Rivera                              | - Hellboy and the B.P.R.D.: 1953                          |
| #11    | The Black Sun                             | 21 de septiembre de 2016 | Mike Mignola y Chris Roberson | Stephen Green                               | Dave Stewart   | Mike Huddleston                           | - Hellboy and the B.P.R.D.: 1954                          |
| #12    | The Black Sun                             | 19 de octubre de 2016    | Mike Mignola y Chris Roberson | Stephen Green                               | Dave Stewart   | Mike Huddleston                           | - Hellboy and the B.P.R.D.: 1954                          |
| #13    | The Unreasoning Beast                     | 23 de noviembre de 2016  | Mike Mignola y Chris Roberson | Patric Reynolds                             | Dave Stewart   | Mike Huddleston                           | - Hellboy and the B.P.R.D.: 1954                          |
| #14    | Ghost Moon                                | 8 de marzo de 2017       | Mike Mignola y Chris Roberson | Brian Churilla                              | Dave Stewart   | Mike Huddleston                           | - Hellboy and the B.P.R.D.: 1954                          |
| #15    | Ghost Moon                                | 12 de abril de 2017      | Mike Mignola y Chris Roberson | Brian Churilla                              | Dave Stewart   | Mike Huddleston                           | - Hellboy and the B.P.R.D.: 1954                          |
| #16    | Secret Nature                             | 9 de agosto de 2017      | Mike Mignola y Chris Roberson | Shawn Martinbrough                          | Dave Stewart   | Shawn Martinbrough                        | - Hellboy and the B.P.R.D.: 1955                          |
| #17    | Occult Intelligence                       | 13 de septiembre de 2017 | Mike Mignola y Chris Roberson | Brian Churilla                              | Dave Stewart   | Paolo Rivera                              | - Hellboy and the B.P.R.D.: 1955                          |
| #18    | Occult Intelligence                       | 11 de octubre de 2017    | Mike Mignola y Chris Roberson | Brian Churilla                              | Dave Stewart   | Paolo Rivera                              | - Hellboy and the B.P.R.D.: 1955                          |
| #19    | Occult Intelligence                       | 8 de noviembre de 2017   | Mike Mignola y Chris Roberson | Brian Churilla                              | Dave Stewart   | Paolo Rivera                              | - Hellboy and the B.P.R.D.: 1955                          |
| #20    | Burning Season                            | 21 de febrero de 2018    | Mike Mignola y Chris Roberson | Paolo Rivera (lápiz) Joe Rivera (tinta)     | Dave Stewart   | Paolo Rivera                              | - Hellboy and the B.P.R.D.: 1955                          |
| #21    | 1956                                      | 28 de noviembre de 2018  | Mike Mignola y Chris Roberson | Yishan Li Mike Norton y Michael Avon Oeming | Dave Stewart   | Dave Johnson                              | - Hellboy and the B.P.R.D.: 1956                          |
| #22    | 1956                                      | 26 de diciembre de 2019  | Mike Mignola y Chris Roberson | Yishan Li Mike Norton y Michael Avon Oeming | Dave Stewart   | Dave Johnson                              | - Hellboy and the B.P.R.D.: 1956                          |
| #23    | 1956                                      | 23 de enero de 2019      | Mike Mignola y Chris Roberson | Yishan Li Mike Norton y Michael Avon Oeming | Dave Stewart   | Dave Johnson                              | - Hellboy and the B.P.R.D.: 1956                          |
| #24    | 1956                                      | 27 de febrero de 2019    | Mike Mignola y Chris Roberson | Yishan Li Mike Norton y Michael Avon Oeming | Dave Stewart   | Dave Johnson                              | - Hellboy and the B.P.R.D.: 1956                          |
| #25    | 1956                                      | 27 de marzo de 2019      | Mike Mignola y Chris Roberson | Yishan Li Mike Norton y Michael Avon Oeming | Dave Stewart   | Dave Johnson                              | - Hellboy and the B.P.R.D.: 1956                          |
| —      | The Beast of Vargu                        | 19 de junio de 2019      | Mike Mignola                  | Duncan Fegredo                              | Dave Stewart   | Duncan Fegredo Mike Mignola (alternativa) | - Hellboy and the B.P.R.D.: The Beast of Vargu and Others |
| —      | Saturn Returns                            | 21 de agosto de 2019     | Mike Mignola y Scott Allie    | Christopher Mitten                          | Brennan Wagner | Christopher Mitten                        | - Hellboy and the B.P.R.D.: The Beast of Vargu and Others |
| —      | Saturn Returns                            | 18 de septiembre de 2019 | Mike Mignola y Scott Allie    | Christopher Mitten                          | Brennan Wagner | Christopher Mitten                        | - Hellboy and the B.P.R.D.: The Beast of Vargu and Others |
| —      | Saturn Returns                            | 23 de octubre de 2019    | Mike Mignola y Scott Allie    | Christopher Mitten                          | Brennan Wagner | Christopher Mitten                        | - Hellboy and the B.P.R.D.: The Beast of Vargu and Others |
| —      | Long Night at Goloski Station             | 30 de octubre de 2019    | Mike Mignola                  | Matt Smith                                  | Dave Stewart   | Mike Mignola                              | - Hellboy and the B.P.R.D.: The Return of Effie Kolb      |
| —      | The Return of Effie Kolb                  | 19 de febrero de 2020    | Mike Mignola                  | Zach Howard                                 | Dave Stewart   | Zach Howard                               | - Hellboy and the B.P.R.D.: The Return of Effie Kolb      |
| —      | The Return of Effie Kolb                  | 28 de octubre de 2020    | Mike Mignola                  | Zach Howard                                 | Dave Stewart   | Zach Howard                               | - Hellboy and the B.P.R.D.: The Return of Effie Kolb      |
| —      | The Seven Wives Club                      | 11 de noviembre de 2020  | Mike Mignola                  | Adam Hughes                                 | Dave Stewart   | Mike Mignola                              | - Hellboy and the B.P.R.D.: The Return of Effie Kolb      |
| —      | Her Fatal Hour & The Sending              | 2 de diciembre de 2020   | Mike Mignola                  | Tiernen Trevallion                          | Dave Stewart   | Tiernen Trevallion                        | - Hellboy and the B.P.R.D.: The Return of Effie Kolb      |
| —      | The Secret of Chesbro House               | Julio de 2021            | Mike Mignola, Chris Robinson  | Shawn McManus                               | Dave Stewart   | Shawn McManus                             | - Hellboy and the B.P.R.D.: The Secret of Chesbro House   |
| —      | The Secret of Chesbro House               | 11 de agosto de 2021     | Mike Mignola, Chris Robinson  | Shawn McManus                               | Dave Stewart   | Shawn McManus                             | - Hellboy and the B.P.R.D.: The Secret of Chesbro House   |
| —      | 1957- Family Ties                         | 15 de septiembre de 2021 | Mike Mignola, Chris Robinson  | Laurence Campbell                           | Dave Stewart   | Laurence Campbell                         | - Hellboy and the B.P.R.D.: 1957                          |
| —      | 1957- Forgotten Lives                     | 24 de noviembre de 2021  | Mike Mignola, Chris Robinson  | Steven Green                                | Dave Stewart   | Laurence Campbell                         | - Hellboy and the B.P.R.D.: 1957                          |
| —      | 1957- Falling Sky                         | 4 de mayo de 2022        | Mike Mignola, Chris Robinson  | Shawn Martinbrough                          | Dave Stewart   | Laurence Campbell                         | - Hellboy and the B.P.R.D.: 1957                          |
| —      | Night of the Cyclops                      | 25 de mayo de 2022       | Mike Mignola, Olivier Vitane  | Olivier Vitane                              | Olivier Vitane | Olivier Vitane                            | - Hellboy and the B.P.R.D.: The Secret of Chesbro House   |
| —      | Old Man Whittier                          | 22 de junio de 2022      | Mike Mignola                  | Gabriel Hernández Walta                     | Dave Stewart   | Gabriel Hernández Walta                   | - Hellboy and the B.P.R.D.: The Secret of Chesbro House   |
| —      | Time is a River                           | 20 de julio de 2022      | Mike Mignola                  | Márk László                                 | Dave Stewart   | Márk László                               | - Hellboy and the B.P.R.D.: The Secret of Chesbro House   |
| —      | 1957- Fearful Symmetry                    | 8 de febrero de 2023     | Mike Mignola, Chris Robinson  | Alison Sampson                              | Dave Stewart   | Laurence Campbell                         | *Hellboy and the B.P.R.D.: 1957                           |
| —      | 1957- From Below                          | 8 de marzo de 2023       | Mike Mignola, Chris Robertson | Mike Norton                                 | Dave Stewart   | Laurence Campbell                         | *Hellboy and the B.P.R.D.: 1957                           |

### Novelas gráficas originales:Hellboy
Se crearon historias especiales para novelas gráficas originales en tapa dura.
| Título                   | Historia                   | Arte           | Color        | Cubierta     | Publicación            | ISBN          |
| ------------------------ | -------------------------- | -------------- | ------------ | ------------ | ---------------------- | ------------- |
| House of the Living Dead | Mike Mignola               | Richard Corben | Dave Stewart | Mike Mignola | 2 de noviembre de 2011 | 9781595827579 |
| The Midnight Circus      | Mike Mignola               | Duncan Fegredo | Dave Stewart | Mike Mignola | 23 de octubre de 2013  | 9781616552381 |
| Into the Silent Sea      | Mike Mignola y Gary Gianni | Gary Gianni    | Dave Stewart | Mike Mignola | 19 de abril de 2017    | 9781506701431 |

### One-shots
- Hellboy Winter Special (2016) [9]
- Hellboy Winter Special (2017) [10]
- Hellboy Winter Special (2018) [11]
- Hellboy Winter Special (2019) [12]
- Hellboy: Krampusnacht [13]
- Hellboy vs. Lobster Johnson: The Ring of Death [14]

### Libros en rústica:Hellboy
Todos los cómics de Hellboy dentro de la continuidad se recopilan en libros en rústica.
| Número | Título                        | Colección | Publicado                                         | ISBN          |
| ------ | ----------------------------- | --- | ------------------------------------------------- | ------------- |
| 1      | Seed of Destruction           | - Seed of Destruction (miniserie de cuatro números) - Mike Mignola's Hellboy (promoción de San Diego Comic-Con Comics #2) - Mike Mignola's Hellboy: World's Greatest Paranormal Investigator (promoción de Comics Buyer's Guide #1070)                                                                       | Cubierta original: 1 de octubre de 1994           | 9781569713167 |
| 1      | Seed of Destruction           | - Seed of Destruction (miniserie de cuatro números) - Mike Mignola's Hellboy (promoción de San Diego Comic-Con Comics #2) - Mike Mignola's Hellboy: World's Greatest Paranormal Investigator (promoción de Comics Buyer's Guide #1070)                                                                       | Edición limitada en tapa dura: 1 de marzo de 1995 | 9781569710517 |
| 1      | Seed of Destruction           | - Seed of Destruction (miniserie de cuatro números) - Mike Mignola's Hellboy (promoción de San Diego Comic-Con Comics #2) - Mike Mignola's Hellboy: World's Greatest Paranormal Investigator (promoción de Comics Buyer's Guide #1070)                                                                       | Cubierta estándar: 4 de febrero de 2004           | 9781593070946 |
| 2      | Wake the Devil                | - Wake the Devil (miniserie de cinco números) | Cubierta original: 11 de junio de 1997            | 9781569712269 |
| 2      | Wake the Devil                | - Wake the Devil (miniserie de cinco números) | Cubierta estándar: 4 de febrero de 2004           | 9781593070953 |
| 3      | The Chained Coffin and Others | - The Corpse (cuento serializado) - The Iron Shoes (cuento) - The Baba Yaga (cuento) - A Christmas Underground (de Hellboy Christmas Special) - The Chained Coffin (de Dark Horse Presents #100-2) - The Wolves of Saint August (de Dark Horse Presents #88-91) - Almost Colossus (miniserie de dos números) | Cubierta original: 5 de agosto de 1998            | 9781569713495 |
| 3      | The Chained Coffin and Others | - The Corpse (cuento serializado) - The Iron Shoes (cuento) - The Baba Yaga (cuento) - A Christmas Underground (de Hellboy Christmas Special) - The Chained Coffin (de Dark Horse Presents #100-2) - The Wolves of Saint August (de Dark Horse Presents #88-91) - Almost Colossus (miniserie de dos números) | Cubierta estándar: 4 de febrero de 2004           | 9781593070915 |
| 4      | The Right Hand of Doom        | - Pancakes (cuento) - The Nature of the Beast (desde Dark Horse Presents #151) - King Vold (cuento) - Heads (cuento) - Goodbye, Mister Tod (cuento) - The Vârcolac (cuento serializado) - The Right Hand of Doom (cuento) - Box Full of Evil (miniserie de dos números)                                      | Cubierta original: 26 de abril de 2000            | 9781569714898 |
| 4      | The Right Hand of Doom        | - Pancakes (cuento) - The Nature of the Beast (desde Dark Horse Presents #151) - King Vold (cuento) - Heads (cuento) - Goodbye, Mister Tod (cuento) - The Vârcolac (cuento serializado) - The Right Hand of Doom (cuento) - Box Full of Evil (miniserie de dos números)                                      | Cubierta estándar: 4 de febrero de 2004           | 9781593070939 |
| 5      | Conqueror Worm                | - Conqueror Worm (miniserie de cuatro números) | Cubierta original: 27 de febrero de 2002          | 9781569716991 |
| 5      | Conqueror Worm                | - Conqueror Worm (miniserie de cuatro números) | Cubierta estándar: 4 de febrero de 2004           | 9781593070922 |
| 6      | Strange Places                | - The Third Wish (miniserie de dos números) - The Island (miniserie de dos números) | 26 de abril de 2006                               | 9781593074753 |
| 7      | The Troll Witch and Others    | - The Penanggalan (cuento) - The Hydra and The Lion (cuento) - The Troll-Witch (cuento) - Dr. Carp's Experiment (cuento) - The Ghoul (cuento) - The Vampire of Prague (cuento) - Makoma (miniserie de dos números)                                                                                           | 3 de octubre de 2007                              | 9781593078607 |
| 8      | Darkness Calls                | - Darkness Calls (miniserie de ocho números) | 16 de mayo de 2008                                | 9781593078966 |
| 9      | The Wild Hunt                 | - The Wild Hunt (miniserie de ocho números) | 10 de marzo de 2010                               | 9781595824318 |
| 10     | The Crooked Man and Others    | - The Crooked Man (miniserie de tres números) - They That Go Down to the Sea in Ships (one-shot) - In the Chapel of Moloch (one-shot) - The Mole (cuento) | 9 de junio de 2010                                | 9781595824776 |
| 11     | The Bride of Hell and Others  | - Hellboy in Mexico (one-shot) - Double Feature of Evil (one-shot) - The Sleeping and the Dead (miniserie de dos números) - The Bride of Hell (one-shot) - The Whittier Legacy (cuento) - Buster Oakley Gets His Wish (one-shot)                                                                             | 5 de octubre de 2011                              | 9781595827401 |
| 12     | The Storm and the Fury        | - The Storm (miniserie de tres números) - The Fury (miniserie de tres números) | 7 de marzo de 2012                                | 9781595828279 |
| —      | Hellboy in Mexico             | - Hellboy in Mexico (one-shot) - House of the Living Dead (novela gráfica original) - Hellboy versus the Aztec Mummy (cuento) - Hellboy Gets Married (cuento) - The Coffin Man (cuento) - The Coffin Man 2: The Rematch (cuento)                                                                             | 13 de abril de 2016                               | 9781616558970 |

### Libros en rústica:Hellboy in hell
Todos los cómics de Hellboy in Hell se recopilan en libros en rústica.
| Número | Título         | Colección                                                | Publicado            | ISBN          |
| ------ | -------------- | -------------------------------------------------------- | -------------------- | ------------- |
| 1      | The Descent    | - Hellboy in Hell #1-5                                   | 14 de mayo de 2014   | 9781616554446 |
| 2      | The Death Card | - Hellboy in Hell #6-10 - The Exorcist of Vorsk (cuento) | 5 de octubre de 2016 | 9781506701134 |

### Libros en rústica:Hellboy and the B.P.R.D.
Todos los cómics de Hellboy and the B.P.R.D. se recopilan en libros en rústica.
| Título                              | Colección | Publicado                | ISBN          |
| ----------------------------------- | --- | ------------------------ | ------------- |
| 1952                                | - 1952 (arco de cinco números) | 12 de agosto de 2015     | 9781616556600 |
| 1953                                | - The Phantom Hand (cuento) - Rawhead and Bloody Bones (cuento) - The Witch Tree (cuento) - The Kelpie (cuento) - Wandering Souls (cuento) - Beyond the Fences (arco de tres números) | 10 de agosto de 2016     | 9781616559670 |
| 1954                                | - The Mirror (cuento) - Black Sun (arco de dos números) - The Unreasoning Beast (one-shot) - Ghost Moon (arco de dos números)                                                         | 10 de enero de 2018      | 9781506702070 |
| 1955                                | - Secret Nature (one-shot) - Occult Intelligence (arco de tres números) - Burning Season (one-shot)                                                                                   | 6 de junio de 2018       | 9781506705316 |
| 1956                                | - 1956 (arco de cinco números) - Hellboy vs. Lobster Johnson: The Ring of Death (one-shot)                                                                                            | 17 de septiembre de 2019 | 9781506711058 |
| The Beast of Vargu and Others       | - The Beast of Vargu and Others (one-shot) - Saturn Returns (arco de tres números) - Krampusnacht (one-shot) - Return of the Lambton Worm (cuento)                                    | 24 de junio de 2020      | 9781506711300 |
| The Return of Effie Kolb and Others | - Her Fatal Hour (cuento) - The Sending (cuento) - Long Night at Goloski Station (one-shot) - The Return of Effie Kolb (arco de dos números) - The Seven Wives Club (one-shot)        | 9 de noviembre de 2022   | 9781506731360 |
| 1957                                | - Falling Sky (one-shot) - Family Ties (one-shot) - Forgotten Lives (one-shot) - Fearful Symmetry (one-shot) - From Below (one-shot) - Happy New Year, Ava Galluci (cuento)           | 26 de julio de 2023      | 9781506728452 |

### Ediciones de biblioteca
Estas ediciones recogen las historias en el tamaño en que fueron dibujadas originalmente.
| Volumen         | Recopila                                                    | Publicación              | ISBN          |
| --------------- | ----------------------------------------------------------- | ------------------------ | ------------- |
| 1               | - Seed of Destruction - Wake the Devil                      | 7 de mayo de 2008        | 9781593079109 |
| 2               | - The Chained Coffin and Others - The Right Hand of Doom    | 8 de octubre de 2008     | 9781593079895 |
| 3               | - Conqueror Worm - Strange Places                           | 23 de septiembre de 2009 | 9781595823526 |
| 4               | - The Crooked Man and Others - The Troll Witch and Others   | 15 de junio de 2011      | 9781595826589 |
| 5               | - Darkness Calls - The Wild Hunt                            | 11 de junio de 2012      | 9781595828866 |
| 6               | - The Storm and the Fury - The Bride of Hell and Others     | 12 de junio de 2013      | 9781616551339 |
| Hellboy in Hell | - The Descent - The Death Card - The Magician and the Snake | 4 de octubre de 2017     | 9781506703633 |

### Ediciones ómnibus
Estas ediciones recopilan la serie completa de Hellboy en orden cronológico.
| Volumen                                       | Recopila: | Publicación             | ISBN          |
| --------------------------------------------- | --- | ----------------------- | ------------- |
| Hellboy Omnibus Volume 1: Seed of Destruction | - Seed of Destruction (miniserie de 4 números) - Wake the Devil (miniserie de 5 números) - The Wolves of St August (cuento) - The Chained Coffin (cuento) - Almost Colossus (miniserie de 2 números) | 9 de mayo de 2018       | 9781506706665 |
| Hellboy Omnibus Volume 2: Strange Places      | - Conqueror Worm (miniserie de 4 números) - The Third Wish (miniserie de 2 números) - The Island (miniserie de 2 números) - Into the Silent Sea (OGN) - The Right Hand of Doom (cuento) - Box Full of Evil (cuento) - Being Human (cuento)                                                                                          | 20 de junio de 2018     | 9781506706672 |
| Hellboy Omnibus Volume 3: The Wild Hunt       | - Darkness Calls (miniserie de 6 números) - The Wild Hunt (miniserie de 8 números) - The Storm (miniserie de 3 números) - The Fury (miniserie de 3 números) - The Mole (cuento) | 18 de julio de 2018     | 9781506706689 |
| Hellboy Omnibus Volume 4: Hellboy in Hell     | - The Descent (Hellboy in Hell #1-4) - The Three Gold Whips (Hellboy in Hell #5) - The Death Card (Hellboy in Hell #6) - The Hounds of Pluto (Hellboy in Hell #7-8) - The Spanish Bride (Hellboy in Hell #9) - For Whom the Bell Tolls (Hellboy in Hell #10) - The Exorcist of Vorsk (cuento) - The Magician and the Snake (cuento) | 5 de septiembre de 2018 | 9781506707495 |

| Volumen                          | Recopila: | Publicación          | ISBN          |
| -------------------------------- | --- | -------------------- | ------------- |
| Complete Short Stories, Volume 1 | - The Corpse (cuento) - The Iron Shoes (cuento) - Pancakes (cuento) - The Nature of the Beast (cuento) - King Vold (cuento) - The Penanggalan (cuento) - The Crooked Man (miniserie de 3 números) - Hellboy in Mexico (one-shot) - Double Feature of Evil (one-shot) - Hellboy versus the Aztec Mummy (cuento) - Hellboy Gets Married (cuento) - The Coffin Man (cuento) - The Coffin Man 2: The Rematch (cuento) - The Midnight Circus (OGN) - House of the Living Dead (OGN)                                                                               | 5 de junio de 2018   | 9781506706641 |
| Complete Short Stories, Volume 2 | - The Hydra and the Lion (cuento) - The Troll Witch (cuento) - The Baba Yaga (cuento) - The Sleeping and the Dead (cuento) - Heads (cuento) - Goodbye Mister Tod (cuento) - The Vârcolac (cuento) - The Vampire of Prague (cuento) - The Bride of Hell (one-shot) - The Whittier Legacy (cuento) - Buster Oakley Gets His Wish (one-shot) - They That Go Down to the Sea in Ships (one-shot) - A Christmas Underground (cuento) - Dr. Carp's Experiment (cuento) - The Ghoul (cuento) - In the Chapel of Moloch (one-shot) - Makoma (miniserie de 2 números) | 28 de agosto de 2018 | 9781506706658 |

### Otrostrade paperbacks
- Hellboy: Weird Tales, volumen 1 (febrero de 2003): cubierta de Mike Mignola. Recopila Hellboy: Weird Tales #1-4. ISBN 978-1-56971-622-9
- Hellboy: Weird Tales, volumen 2 (octubre de 2004): cubierta de Mike Mignola. Recopila Hellboy: Weird Tales #5-8. ISBN 978-1-56971-953-4.
- Hellboy Junior (enero de 2004): Escrito por Mike Mignola, Bill Wray, et al. Recopila Hellboy Junior Halloween Special, Hellboy Junior #1-2, más material original. ISBN 978-1-56971-862-9.
- Ghost/Hellboy Special (junio de 1997): Escrito por Mike Mignola. Recopila Ghost/Hellboy #1-2. ISBN 978-1-56971-273-3.
- Savage Dragon/Hellboy (2002): cubierta de Mike Mignola. Recopila Savage Dragon #34-35.
- The Art of Hellboy (marzo de 2003): Escrito por Mike Mignola. Dark Horse Books. ISBN 1-56971-910-1.
- Hellboy: The Companion (mayo de 2008): Escrito por Steve Weiner, Jason Hall. Dark Horse Books. ISBN 978-1-59307-655-9.
- Hellboy: Masks and Monsters (octubre de 2010): Escrito por Mike Mignola, James Robinson, Scott Benefiel, Jasen Rodriguez. Recopila Batman/Hellboy/Starman #1-2, Ghost/Hellboy #1-2. Dark Horse Books. ISBN 1-59582-567-3.

### Otras apariciones
Además del cómic Hellboy y sus derivados, Hellboy ha aparecido en otras publicaciones:

#### Folleto de la Great Salt Lake Comic-Con
El nombre del personaje "Hell Boy" se incluyó en un dibujo de Mike Mignola de un personaje demoníaco en una ilustración en blanco y negro, y el nombre reconocido posteriormente aparecía en la hebilla del cinturón del demonio. Esta imagen, acompañada de una breve biografía de Mike Mignola y su última creación, apareció en el folleto en 1991. Es la primera mención publicada del nombre posteriormente reconocido. Esta imagen se reimprimió en The Art of Hellboy. Esta imagen también se utilizó para crear la estatua First Hellboy de Mondo Tees, tanto en blanco y negro como a todo color.

#### Dime Press
Una encarnación prototipo de Hellboy apareció en la cubierta de la revista Dime Press #4 (Glamour International Production, 1993), un oscuro fanzine italiano, con "Hellboy©Mignola 93" escrito en la parte inferior de la cubierta. La cubierta, ilustrada por Mignola y por el artista italiano Nicola Mari, muestra a Hellboy en el acto de atacar a una versión "diabólica" del personaje del cómic italiano de ciencia ficción Nathan Never (con alas de murciélago y cola puntiaguda). Mari era entonces uno de los artistas que trabajaban en Nathan Never y los dos primeros años de vida de este cómic fueron el tema principal del fanzine. A excepción de la cubierta, no hay ninguna otra mención a Hellboy en el fanzine. El personaje mostrado estaba aún en fase de borrador y aunque se acercaba al diseño final de Hellboy, tenía la piel gris y un atuendo poco habitual en el personaje.

#### San Diego Comic-Con Comics
Mike Mignola's Hellboy de Mike Mignola y John Byrne supuso la primera aparición completa del personaje, y fue una historia de cuatro páginas en blanco y negro que tuvo una tirada aproximada de 1500 libros. Fue publicada por Dark Horse Comics en San Diego Comic-Con Comics #2 (agosto de 1993) para su distribución en la convención San Diego Comic-Con celebrada en San Diego, California. También se reimprimió en The Comic's Buyers Guide #1069, junto con una entrevista al creador Mike Mignola.
Hellboy viaja a un pueblo fantasma estadounidense, donde se encuentra con un perro sarnoso que se transforma en Anubis, el dios de la momificación del Antiguo Egipto.
La historia se recopiló en el libro en rústica Hellboy: Seed of Destruction.

#### Next Men
Hellboy hace una aparición como invitado en Next Men #21 de John Byrne (Dark Horse Comics, diciembre de 1993); se trata de la primera aparición estadounidense en un cameo a todo color.

#### Comics Buyer's Guide
Mike Mignola's Hellboy: World's Greatest Paranormal Investigator, de Mike Mignola y John Byrne, fue la siguiente aparición en solitario del personaje. Fue publicado por Dark Horse Comics en un minicómic especial de cuatro páginas para su distribución en Comics Buyer's Guide #1 070 (20 de mayo de 1994).
En la historia, Hellboy lucha con la cabeza incorpórea del científico nazi Herman von Klempt y su secuaz marioneta Brutus el gorila para rescatar a una niña cautiva del proceso de transferencia de fluidos nutritivos del doctor.
La historia se recopiló en el libro en rústica Hellboy: Seed of Destruction.

#### Celebrate Diversity
Hi, My Name is Hellboy, de Mike Mignola, era un anuncio de una página que relataba los orígenes ficticios del personaje. Fue publicado por Diamond Comic Distributors en el anexo del catálogo Celebrate Diversity edición para coleccionistas (octubre de 1994). El anuncio se recopiló en el trade paperback The Art of Hellboy.

#### The Dark Horse Book of...
The Dark Horse Book of... fue el título de una serie de cuatro antologías de terror en cómic de tapa dura producidas anualmente por Dark Horse Comics entre 2004 y 2007. Cada número contenía una historia de Hellboy: "Dr. Carp's Experiment" (2004), "The Troll Witch" (2005), "The Ghoul" (2006) y "The Hydra and The Lion" (2007). Las cuatro historias se recopilaron en el libro en rústica Hellboy: The Troll Witch and Others en 2007. La serie The Dark Horse Book of... se recopiló en The Dark Horse Book of Horror en 2017.
Hellboy: The First 20 Years se publicó el 1 de abril de 2014.

## Otros medios

### Películas de acción real

#### Hellboy(2004)
La película fue dirigida y coescrita por Guillermo del Toro y protagonizada por Ron Perlman como Hellboy (el favorito tanto del Toro como de Mignola para el papel), Selma Blair como Liz Sherman, Rupert Evans como el agente especial del FBI John Myers (un personaje creado para la película), John Hurt como el profesor Trevor Bruttenholm, Doug Jones como Abe Sapien (al que pone voz un David Hyde Pierce no acreditado), Karel Roden como Grigori Rasputin y Jeffrey Tambor como el agente especial al mando del FBI Tom Manning. La película muestra a Hellboy viviendo en la AIDP con una docena de gatos y acceso limitado al mundo exterior, y considerado una leyenda urbana por la población en general.

#### Hellboy II: The Golden Army(2008)
La secuela, Hellboy II: The Golden Army, fue rodada en Budapest por Guillermo del Toro y estrenada en 2008, con el regreso de Perlman y Blair. Jones también regresó como Abe Sapien (esta vez sin doblar), así como en otros dos papeles: el ángel de la muerte y el chambelán. Revolution Studios tenía previsto realizar la película (que iba a distribuir Columbia Pictures), pero el estudio quebró antes del rodaje. Universal Studios se hizo cargo de la película. La trama se decanta más por el folclore que por la acción, con fuertes tintes europeos. Se añadió el personaje de Johann Kraus, al que puso voz Seth MacFarlane. El personaje de Roger el homúnculo no existía, pero se incluyó en la trama como un personaje muy destacado en los primeros borradores del guion. El personaje del agente Myers de la primera película no regresa y su ausencia se explica porque Liz comenta que Hellboy lo trasladó a la Antártida por celos. Hellboy también se revela al mundo exterior en esta película, y se da a conocerque Liz está embarazada de sus hijos, gemelos. El 11 de noviembre de 2008, Hellboy II: The Golden Army salió a la venta en DVD.

#### Tercera película cancelada
En 2009 se estaba desarrollando una secuela de Hellboy II: The Golden Army, titulada Hellboy III: Dark Worlds. Guillermo del Toro regresaría como director y guionista. Ron Perlman, Doug Jones, Seth MacFarlane, Selma Blair y Jeffrey Tambor repetirían sus papeles. En la secuela, Hellboy viviría su vida normal como padre de sus dos gemelos recién nacidos con Liz Sherman, pero también tiene que enfrentarse a un enemigo extremadamente poderoso que desea gobernar y traer la oscuridad a la Tierra. En 2017, se anunció que la secuela se cancelaba debido a la dificultad de financiación de la película, y en su lugar se haría un reboot.
Sin embargo, en julio de 2019, Perlman dijo que todavía le encantaría terminar la trilogía con del Toro, ignorando el reboot y que pensaba que podría suceder si se podía encontrar financiación.

#### Hellboy(2019)
En mayo de 2017, Mignola anunció los planes de Millennium Media para un reboot clasificado R, en ese momento titulado Hellboy: Rise of the Blood Queen, con David Harbour como el personaje titular y Neil Marshall dirigiendo a partir de un guion de Andrew Cosby, Christopher Golden y Mignola. La película se inspira en Darkness Calls, The Wild Hunt, The Storm and the Fury y Hellboy in Mexico. La película, más tarde retitulada como Hellboy, se estrenó el 12 de abril de 2019 con críticas negativas. Recaudó 55,1 millones de dólares frente a un presupuesto de producción de 50 millones de dólares y varios medios de comunicación la declararon un fracaso de taquilla. En 2022, Marshall tachó la película de la «peor experiencia profesional» de su vida debido a que los productores le arrebataron el control creativo y a que el guion no era salvable, concluyendo que «no hay nada de mí en esa película».

#### Hellboy: The Crooked Man(2024)
En febrero de 2023, Millennium Media anunció planes para otro reboot titulado Hellboy: The Crooked Man, el primero de una posible serie de películas. Brian Taylor dirigirá a partir de un guion de Mignola y Golden, basado en el cómic de 2008 del mismo nombre, con Jack Kesy como Hellboy.

### Películas animadas
El 9 de noviembre de 2005, IDT Entertainment emitió un comunicado de prensa en el que anunciaba que la empresa había adquirido los derechos para desarrollar «contenido animado para televisión y entretenimiento doméstico» basado en el cómic Hellboy. Ron Perlman (Hellboy), Selma Blair (Liz Sherman), Doug Jones (Abe Sapien) y John Hurt (profesor Trevor Broom Bruttenholm) han puesto voz a sus respectivos personajes. La actriz Peri Gilpin se ha unido al reparto como la profesora Kate Corrigan.
Las dos primeras películas de animación de 75 minutos, Sword of Storms y Blood and Iron, se emitieron en Cartoon Network antes de salir a la venta en DVD. La primera se emitió el 28 de octubre de 2006, y la segunda, el 17 de marzo de 2007.
Ambas historias tienen mucho más en común con el cómic Hellboy que con la película: Abe Sapien no es psíquico, por ejemplo, y las ilustraciones y la paleta de colores se derivan más de las ilustraciones originales de Mignola. El DVD de Sword of Storms salió a la venta el 6 de febrero de 2007; contiene material documental, comentarios y un cómic de Hellboy, "Phantom Limbs". Blood and Iron también contiene un cómic titulado "The Yearning".
Tras el lanzamiento inicial, algunas tiendas incluyeron regalos exclusivos con copias del DVD Hellboy Animated: Blood and Iron:
- Best Buy: Una figura de Hellboy de 7 pulgadas
- Walmart: Un compendio de 80 páginas titulado The Judgment Bell
- Transworld: Un compendio de 64 páginas, Hellboy Digest
- Infinity: Un imán de Lobster Johnson
- Circuit City: Un Bust-Up de Hellboy

El 1 de julio de 2008 salió a la venta una edición limitada en DVD de Hellboy 2 Pak, que contenía ambas películas y una figura de 7 pulgadas.
La tercera película de animación de Hellboy, The Phantom Claw, ha sido pospuesta. Tad Stones, director y guionista de las películas directas a vídeo, afirma que la película estará protagonizada por Lobster Johnson y contará con algunos personajes conocidos, pero Abe y Liz no estarán en la película (al menos no como personajes principales).

### Novelas y antologías
Christopher Golden ha escrito varias novelas sobre el personaje, las dos primeras de las cuales, The Lost Army y The Bones of Giants, forman parte del canon oficial de la historia de Hellboy. Los acontecimientos de estas dos novelas aparecen en la cronología oficial del cómic en Hellboy: The Companion. En particular, el personaje de Anastasia Bransfield, escrito por Golden, también se describe en The Companion, a pesar de no haber aparecido nunca en el cómic.
1. Hellboy: The Lost Army, escrito por Christopher Golden, cubierta y otras ilustraciones de Mike Mignola (1997).
2. Hellboy: Odd Jobs, por el editor Christopher Golden, los escritores incluyen a Stephen R. Bissette, Greg Rucka, Nancy A. Collins, y Poppy Z. Brite; con una introducción de Mike Mignola. Milwaukie: Dark Horse Comics, ISBN 1-56971-440-1 (diciembre de 1999).
3. Hellboy: The Bones of Giants, escrito por Christopher Golden, cubierta y otras ilustraciones de Mike Mignola (2001).
4. Hellboy: Odder Jobs, escrito por Christopher Golden, con Frank Darabont, Guillermo del Toro, Charles de Lint, Graham Joyce, Sharyn McCrumb, James Cambias y Richard Dean Starr (octubre de 2004).
5. Hellboy: On Earth As It Is In Hell, escrito por Brian Hodge, cubierta de Mike Mignola (septiembre de 2005).
6. Hellboy: Unnatural Selection, escrito por Tim Lebbon, cubierta de Mike Mignola, (marzo de 2006).
7. Hellboy: The God Machine, escrito por Thomas E. Sniegoski, cubierta de Mike Mignola (julio de 2006).
8. Hellboy: The Dragon Pool, escrito por Christopher Golden, cubierta de Mike Mignola (marzo de 2007).
9. Hellboy: Emerald Hell , escrito por Tom Piccirilli, cubierta de Mike Mignola, (febrero de 2008).
10. Hellboy: The All-Seeing Eye, escrito por Mark Morris, cubierta de Mike Mignola, (octubre de 2008).
11. Hellboy: Oddest Jobs, del editor Christopher Golden, con guionistas como Joe R. Lansdale, China Miéville, Barbara Hambly, Ken Bruen, Amber Benson y Tad Williams (julio de 2008).
12. Hellboy: The Fire Wolves, escrito por Tim Lebbon, cubierta de Mike Mignola (abril de 2009).
13. Hellboy: The Ice Wolves , escrito por Mark Chadbourn, cubierta de Duncan Fegredo (septiembre de 2009).
14. Hellboy: An Assortment of Horrors (2017).[41]

### Videojuegos
El videojuego Hellboy: Dogs of the Night, desarrollado por Cryo Interactive, salió a la venta en 2000 para Microsoft Windows. Fue portado a PlayStation como Hellboy: Asylum Seeker, con David Gasman en el papel de Hellboy.
El 6 de abril de 2005, el director de Hellboy, Guillermo del Toro, anunció en su página web oficial que había llegado a un acuerdo con la desarrolladora Konami para crear un nuevo videojuego de Hellboy basado en la versión cinematográfica del personaje y su mundo, con nuevos monstruos, nuevos villanos y un nuevo argumento. Herman von Klempt y su simio de guerra Kriegaffe #10 iban a hacer acto de presencia. El 9 de mayo de 2006, se reveló que el juego de Hellboy aparecería en el verano de 2007, en PlayStation 3, Xbox 360 y PlayStation Portable. El juego salió a la venta en Norteamérica el 24 de junio de 2008 con el nombre de Hellboy: The Science of Evil, con Ron Perlman retomando su papel. Está desarrollado por Krome Studios y publicado por Konami Digital Entertainment, Inc. Además de la campaña para un solo jugador, en la que el jugador se pone en la piel de Hellboy, el juego también ofrece la posibilidad de jugar en modo cooperativo, con los personajes Abe Sapien y Liz Sherman. Se desarrollaron dos niveles adicionales y el personaje jugable de Lobster Johnson (con voz de Bruce Campbell) como DLC, pero no se publicaron.
El 14 de enero de 2009, Tuesday Creative lanzó para iPhone un videojuego de Hellboy llamado Hellboy II: The Golden Army - Tooth Fairy Terror.
Hellboy es un personaje jugable DLC en Injustice 2, con la voz de Bruce Barker, como parte del "Fighter Pack 2". El personaje fue lanzado para su descarga el martes 14 de noviembre de 2017. Es traído al universo de Injustice por Brainiac, quien decide añadirlo a su colección ya que está fascinado por la mente y personalidad similares a las humanas de Hellboy a pesar de ser un demonio. En su final, Hellboy escapa de la colección de Brainiac y lo derrota. Como resultado, se le pide que ayude a acorralar a los supervillanos locales antes de regresar finalmente al AIDP, pero su trabajo allí no le satisface y acaba retirándose a África.
Hellboy apareció como personaje jugable en Brawlhalla.
Un videojuego de mazmorras de Hellboy, titulado Hellboy Web of Wyrd, fue lanzado el 18 de octubre de 2023 por el desarrollador Upstream Arcade. Está disponible en Microsoft Windows, Nintendo Switch, PlayStation 4, PlayStation 5, Xbox One y Xbox Series X/S. Lance Reddick pone voz al personaje del título y fue una de sus últimas producciones antes de su muerte. El juego está dedicado en su memoria.
El Heavy de Team Fortress 2 tiene un objeto cosmético basado en los cuernos de Hellboy.

### Juegos de mesa
En 2002, Hellboy Sourcebook and Roleplaying Game fue publicado por Steve Jackson Games usando su sistema de rol GURPS, tanto en tapa blanda como en tapa dura.
Mantic Games lanzó Hellboy: The Board Game en 2019, tras una exitosa campaña de crowdfunding.
En 2020, Mantic Games siguió al juego de mesa con otra campaña de Kickstarter de Hellboy, esta vez para un nuevo juego de rol de Hellboy, usando Dungeons & Dragons 5.ª edición como base para las reglas del juego. El juego de rol está previsto para marzo de 2021.

## Premios
La miniserie Hellboy: Conqueror Worm ganó un premio Eisner en 2002 a la mejor serie limitada, mientras que The Art of Hellboy obtuvo un Eisner en 2004 al mejor libro relacionado con el cómic. Mignola ganó un premio Harvey 2000 al mejor artista, por Hellboy: Box Full of Evil. Hellboy: Darkness Calls ganó un premio Eagle en 2007 al mejor cómic en color estadounidense.
El personaje de Hellboy fue nominado a personaje de cómic favorito en los premios Eagle de 2004 y 2005. Otras nominaciones a los premios Eagle incluyen: historia de cómic favorita publicada en 2007, por Hellboy: Darkness Calls, y héroe de cómic favorito.
El guionista de cómics Alan Moore incluyó Hellboy en su página de recomendaciones, en particular Wake the Devil (Vol. 2), calificándolo de «el hábil corte y el ajuste de la joya que permite apreciar la aguda sensibilidad contemporánea de Mignola en acción».
En marzo de 2009, Hellboy ganó dos categorías en los premios Project Fanboy de 2008, votados por los aficionados: mejor héroe indy y mejor personaje indy.
En 2011, Hellboy fue clasificado en el puesto 25 de los 100 mejores héroes de cómic por IGN.

## Mercancía
El 22 de mayo de 2017, Dark Horse Comics, XXX Distillery LLC y Prestige Imports LLC lanzaron oficialmente Hellboy Hell Water Cinnamon Whiskey, un whisky de lote pequeño y sabor natural.